# Безымянный сельский округ
Безымя́нный се́льский о́круг — административно-территориальная единица города Горячий Ключ как объекта административно-территориального устройства Краснодарского края.
В рамках структуры администрации муниципального образования города Горячий Ключ функционирует его территориальный орган — Администрация Безымянного сельского округа.
Административный центр — посёлок Мирный.

## Население
| 2002 | 2010  |
| ---- | ----- |
| 3008 | ↗3184 |

## Населённые пункты
Сельский округ включает 5 сельских населённых пунктов:
| № | Населённый пункт | Тип населённого пункта | Население |
| - | ---------------- | ---------------------- | --------- |
| 1 | Безымянное       | село                   | ↗883      |
| 2 | Мирный           | посёлок                | ↘735      |
| 3 | Пятигорская      | станица                | ↗1040     |
| 4 | Фанагорийское    | село                   | ↗515      |
| 5 | Хребтовое        | село                   | ↘11       |

## История
24 ноября 1965 года Горячий Ключ Апшеронского района Краснодарского края стал городом, а новообразованному Горячеключевскому горсовету из состава Ключевского сельсовета было переподчинёно село Безымянное, впоследствии давшее название современному сельскому округу.
20-21 февраля 1975 года город Горячий ключ был выделен из состава Апшеронского района Краснодарского края и наделён статусом города краевого подчинения, при этом из Апшеронского района Горячеключевскому горсовету были переподчинены близлежащие сельсоветы. В 1990-е годы подчинённые Горячему Ключу сельсоветы (сельские администрации) были преобразованы в сельские округа.